# Proudhon et ses enfants
Proudhon et ses enfants est une huile sur toile peinte en 1865 par Gustave Courbet, conservée à Paris au Petit Palais.

## Histoire du tableau
Deux autres titres ont été donnés par Courbet à ce tableau, à savoir Proudhon et sa famille et Pierre Joseph Proudhon et ses enfants en 1853 : en effet, une lettre du peintre à Jules-Antoine Castagnary datée du 14 juillet 1867 laisse entendre qu'à la place de la corbeille à ouvrage et du fauteuil en osier couvert de tissus figurait Euphrasie, l'épouse du philosophe : la toile a donc été repeinte, et ce, peu avant la grande exposition personnelle de l'artiste en 1867. Ce tableau semble a priori être un hommage posthume à Pierre-Joseph Proudhon, mort le 20 janvier 1865, mais en réalité, le peintre, sachant son ami malade, eut l'idée, peu avant sa mort, d'exécuter une série de portraits le figurant. Car Courbet produisit également deux portraits en buste, un montrant Proudhon, l'autre sa femme.
Saisi avec d'autres tableaux de Courbet chez Durand-Ruel en juin 1873, il est vendu le 26 novembre 1877 à Jean-Hubert Debrousse, qui l'acquiert pour seulement 1 500 francs alors que le prix demandé était de 5 000 francs. Après la mort de Debrousse, sa collection est vendue aux enchères au début du mois d'avril 1900. Le tableau est alors acheté pour 6 150 francs par la ville de Paris.

## Description
Le philosophe, habillé d'une blouse et d'un pantalon en toile de Nîmes, est montré assis, à côté de ses deux filles, sur les marches devant l'entrée du logement parisien qu'il occupait au croisement de l'ancienne rue d'Enfer et du 146, rue Notre-Dame-des-Champs. On distingue quatre livres, un plumier, et un manuscrit, sous lequel, tracé dans la pierre de la dernière marche, on peut lire « P.J.P. 1853 ».